# Arcybiskupi lwowscy obrządku ormiańskiego
Arcybiskupi lwowscy obrządku ormiańskiego – lista biskupów lwowskich obrządku ormiańskiego.

## Apostolski Kościół Ormiański

### Historia
Ormiańska hierarchia duchowna Apostolskiego Kościoła Ormiańskiego we Lwowie została ustanowiona w 1361, kiedy jej pierwszy ordynariusz Grzegorz Wielki otrzymał w Sis święcenia biskupie z rąk katolikosa cylicyjskiego, Mesrobiusza Ardasetsiego. 20 stycznia 1367 Grzegorz Wielki uzyskał od króla polskiego Kazimierza III Wielkiego przywilej pełnej swobody religijnej i potwierdzenie ustanowionego biskupstwa.
Biskupstwo lwowskie Apostolskiego Kościoła Ormiańskiego przestało istnieć po 1630, gdy Ormianie polscy przyjęli doktrynę katolicką, uznali zwierzchność papieża i przystąpili do unii z Kościołem rzymskokatolickim. 

### Ordynariusze
| Biskupi lwowscy Apostolskiego Kościoła Ormiańskiego (przed zawarciem unii z Kościołem katolickim) | Biskupi lwowscy Apostolskiego Kościoła Ormiańskiego (przed zawarciem unii z Kościołem katolickim) | Biskupi lwowscy Apostolskiego Kościoła Ormiańskiego (przed zawarciem unii z Kościołem katolickim) |
| ------------------------------------------------------------------------------------------------- | ------------------------------------------------------------------------------------------------- | ------------------------------------------------------------------------------------------------- |
| Grigor I Wielki                                                                                   | 1361–1409                                                                                         |                                                                                                   |
| Howannes Nasredinian                                                                              | 1380–1415                                                                                         |                                                                                                   |
| Grigor II                                                                                         | 1415–1440                                                                                         |                                                                                                   |
| Awedyk                                                                                            | 1441–1460                                                                                         |                                                                                                   |
| Chacztur Iloweci                                                                                  | 1461–1481 i 1492–1502                                                                             |                                                                                                   |
| Stepanos I                                                                                        | 1481–1492                                                                                         |                                                                                                   |
| Kalust Stefanian                                                                                  | 1515–1542                                                                                         |                                                                                                   |
| Grigor III Ananienc Warakeci                                                                      | 1551–1572                                                                                         |                                                                                                   |
| Barsam Astwardzadurian Bogdanowicz                                                                | 1575–1584                                                                                         |                                                                                                   |
| Howannes II Seczoweci                                                                             | 1598–1602                                                                                         |                                                                                                   |
| Garabed Tulguranci                                                                                | 1606–1607                                                                                         |                                                                                                   |
| Mesrobiusz Kaffatsi                                                                               | 1617–1624                                                                                         |                                                                                                   |
| Mikołaj Torosowicz                                                                                | 1627–1630                                                                                         |                                                                                                   |

## Kościół ormiańskokatolicki

### Historia
Ormianie polscy przystąpili do unii kościelnej ze Stolicą Apostolską 24 października 1630 za sprawą arcybiskupa lwowskiego Mikołaja Torosowicza, ale jej utwierdzenia i recepcji przez wszystkie parafie ormiańskie w Polsce dokonał dopiero arcybiskup Wartan Hunanian. 
Obsada lwowskiego arcybiskupstwa katolickiego obrządku ormiańskiego w okresie przedrozbiorowym odbywało się drogą wyboru kandydata przez nację ormiańską. W elekcji uczestniczyli zarówno duchowni jak i świeccy. Kandydata zatwierdzał król Polski, następnie nuncjusz apostolski przeprowadzał proces informacyjny i akta procesu przesyłał do Rzymu, po czym następowała prekonizacja papieska. Taki tryb postępowania był obowiązkowy od 1675 do 1798.
Po śmierci arcybiskupa Jakuba Tumanowicza nastąpiły poważne zmiany w procesie obsady arcybiskupstwa. Cesarz Franciszek II zacieśnił krąg wyborców wyłącznie do duchowieństwa. Świeccy zostali wykluczeni z elekcji. Odtąd duchowni archidiecezji wybierali trzech kandydatów i przedstawiali ich listę cesarzowi do wyboru za pośrednictwem gubernatora. Wybór i nominację cesarz zarezerwował dla siebie i swoich następców. Tak wybranego kandydata papież prekonizował lub odrzucał.
Ostatnia elekcja na arcybiskupstwo lwowskie w 1939 nie została zakończona. Duchowieństwo ormiańskie wybrało wtedy trzech kandydatów na ordynariusza: Dionizego Kajetanowicza, Waleriana Bąkowskiego i Kajetana Amirowicza. Spośród nich papież miał mianować arcybiskupem jednego. Z powodu wybuchu II wojny światowej Pius XII wstrzymał się ze swoją decyzją do czasu ustabilizowania sytuacji politycznej w Polsce. Ta jednak po 1945 uległa diametralnej zmianie. Arcybiskupstwo znalazło się na terenie ZSRR. Na skutek represji władz sowieckich, zamknięcia kościołów, likwidacji parafii, rozproszenia duchowieństwa oraz wiernych, faktycznie przestało istnieć. Po 1991 na Ukrainie duszpasterstwo ormiańskokatolickie się nie odrodziło. W 2001 katedra ormiańska we Lwowie przeszła pod administrację Apostolskiego Kościoła Ormiańskiego. Od 1938 urząd katolickiego arcybiskupa lwowskiego obrządku ormiańskiego jest więc wakujący.

### Ordynariusze
| Arcybiskupi metropolici lwowscy obrządku ormiańskiego (1630–1954) | Arcybiskupi metropolici lwowscy obrządku ormiańskiego (1630–1954) | Arcybiskupi metropolici lwowscy obrządku ormiańskiego (1630–1954) |
| ----------------------------------------------------------------- | ----------------------------------------------------------------- | ----------------------------------------------------------------- |
| Mikołaj Torosowicz                                                | 1630–1681                                                         |                                                                   |
| Wartan Hunanian                                                   | 1681–1715                                                         |                                                                   |
| Jan Tobiasz Augustynowicz                                         | 1715–1751                                                         |                                                                   |
| Jakub Stefan Augustynowicz                                        | 1751–1783                                                         |                                                                   |
| Jakub Walerian Tumanowicz                                         | 1783–1798                                                         |                                                                   |
| Jan Jakub Symonowicz                                              | 1801–1816                                                         |                                                                   |
| Kajetan Augustyn Warteresiewicz                                   | 1817–1831                                                         |                                                                   |
| Samuel Cyryl Stefanowicz                                          | 1832–1858                                                         |                                                                   |
| Grzegorz Michał Szymonowicz                                       | 1858–1875                                                         |                                                                   |
| Grzegorz Józef Romaszkan                                          | 1876–1881                                                         |                                                                   |
| Izaak Mikołaj Isakowicz                                           | 1882–1901                                                         |                                                                   |
| Józef Teofil Teodorowicz                                          | 1901–1938                                                         |                                                                   |
| Dionizy Kajetanowicz                                              | 1939–1954                                                         | administrator                                                     |
| Arcybiskupi koadiutorzy lwowscy obrządku ormiańskiego             |                                                                   |                                                                   |
| Wartan Hunanian                                                   | 1675-1681                                                         |                                                                   |
| Deodat Nersesowicz                                                | 1698-1709                                                         | administrator 1681–1686                                           |
| Jan Tobiasz Augustynowicz                                         | 1711-1715                                                         |                                                                   |
| Jakub Stefan Augustynowicz                                        | 1737-1751                                                         |                                                                   |
| Jakub Walerian Tumanowicz                                         | 1771-1783                                                         |                                                                   |
| Grzegorz Michał Szymonowicz                                       | 1857- 1858                                                        |                                                                   |

Po męczeńskiej śmierci ks. inf. Dionizego Kajetanowicza (zm. 18 stycznia 1954) obowiązki ordynariusza wiernych Kościoła katolickiego obrządku ormiańskiego w Polsce pełnili arcybiskupi warszawscy, kolejno:
- prymas kardynał Stefan Wyszyński (12.01.1957 - 28.05.1981)
- prymas kardynał Józef Glemp (18.09.1981 - 9.06.2007)
- kardynał Kazimierz Nycz (od 9 czerwca 2007)